# Parcele Łomskie
Parcele Łomskie (prononciation : [parˈt͡sɛlɛ ˈwɔmskʲɛ]) est un village polonais de la gmina de Dzierzgowo dans le powiat de Mława de la voïvodie de Mazovie dans le centre-est de la Pologne.
Il se situe à environ 10 kilomètres à l'est de Lipowiec Kościelny (siège de la gmina), 4 kilomètres à l'ouest de Mława (siège du powiat) et à 110 kilomètres au nord-ouest de Varsovie (capitale de la Pologne).

## Histoire
De 1975 à 1998, le village appartenait administrativement à la voïvodie de Ciechanów.